# Béke-kupa
A Peace Cup egy labdarúgó torna, amit a Sunmoon Peace Football Foundation szervez, mely összefügg Nagytiszteletű Sun Myung Moon Egyesítő Egyházával, valamint amely számos kontinens klubjai között elismert rendezvény a világbéke elősegítéséért, és minden évben megtartják Dél-Koreában. 2006-ban a női tornát Peace Queen Cup-nak hívták, 8 női nemzeti csapat meghívásával 5 kontinensről.

## Formátuma
A rendezvényt 8 klub között rendezik, két négy csapatos csoportra osztva őket. Az első szakaszban, a csoportokon belül minden egyes csapat egyszer játszik a többivel, és a csoportgyőztesek bejutnak a döntőbe, amelyet egy mérkőzés keretében játszanak le.

## Pénzjutalom
A torna pénzjutalma a 2003-as és a 2005-ös kiírásban is hozzávetőlegesen 2 000 000 £ volt a bajnoknak és 500 000 £ a másik döntősnek.

## Helyszínek
Minden helyszín a K-League klubjaié.
- Szöuli világbajnoki Stadion
- Goyang Sports Complex
- Suwoni világbajnoki Stadion
- Tancheon Sports Complex
- Busan Asiad Main Stadium
- Daegui világbajnoki Stadion

## 2003-as kiírás
Eredetileg az AS Roma (Olaszország), a Bayer Leverkusen (Németország) és a São Paulo FC (Brazília) benne voltak a meghívottak között, de később visszaléptek.
A csoport
- Beşiktaş
- Seongnam Ilhwa Chunma
- Kaizer Chiefs
- Olympique Lyon

B csoport
- 1860 München
- Nacional
- Los Angeles Galaxy
- PSV Eindhoven

## 2005-ös kiírás
A csoport
- Seongnam Ilhwa Chunma
- Olympique Lyon
- Once Caldas
- PSV Eindhoven

B csoport
- Boca Juniors
- Real Sociedad
- Mamelodi Sundowns
- Tottenham Hotspur

## 2007-es kiírás
A csoport
- Bolton Wanderers
- Chivas de Guadalajara
- Seongnam Ilhwa Chunma
- Racing Santander

B csoport
- Reading
- Olympique Lyon
- River Plate
- Simizu S-Pulse

### Eredmények listája
Minden időpont helyi idő szerinti (UTC +9)

#### A csoport
| 2007. július 12. 19:00 | Seongnam Ilhwa Chunma | 1–1   | Bolton Wanderers | Szöuli világbajnoki Stadion, Szöul Nézőszám: 48,000 Játékvezető: Simon Przydacz (Ausztrália) |
| 2007. július 12. 19:00 | Nam, Gi-il 87'        | (0–0) | Nolan 78'        | Szöuli világbajnoki Stadion, Szöul Nézőszám: 48,000 Játékvezető: Simon Przydacz (Ausztrália) |

| 2007. július 12. 20:00 | Guadalajara                                          | 5–0   | Racing Santander | Gwang-Yang Stadion, Gwangyang Nézőszám: 9,832 Játékvezető: Lee Min Hu (Dél-Korea) |
| 2007. július 12. 20:00 | Santana 15' J.Nava 18' Padilla 57' 68' J.Morales 90' | (2–0) |                  | Gwang-Yang Stadion, Gwangyang Nézőszám: 9,832 Játékvezető: Lee Min Hu (Dél-Korea) |

| 2007. július 14. 20:00 | Seongnam Ilhwa Chunma | 0–0 | Racing Santander | Seongnam 2 Stadion, Seongnam Nézőszám: 20,512 Játékvezető: Ng.Chi u gok (Hong Kong) |
| 2007. július 14. 20:00 |                       |     |                  | Seongnam 2 Stadion, Seongnam Nézőszám: 20,512 Játékvezető: Ng.Chi u gok (Hong Kong) |

| 2007. július 14. 20:00 | Bolton Wanderers       | 2–0   | Guadalajara | Daegui világbajnoki Stadion, Daegu Nézőszám: 24,100 Játékvezető: Veerapool Prayoon (Thaiföld) |
| 2007. július 14. 20:00 | Harsányi 46' Nolan 76' | (0–0) |             | Daegui világbajnoki Stadion, Daegu Nézőszám: 24,100 Játékvezető: Veerapool Prayoon (Thaiföld) |

| 2007. július 17. 20:00 | Racing Santander | 1–2   | Bolton Wanderers | Goyang Stadion, Goyang Nézőszám: 12,700 |
| 2007. július 17. 20:00 | Albendea 26'     | (1–0) | Anelka 58' 65'   | Goyang Stadion, Goyang Nézőszám: 12,700 |

| 2007. július 17. 20:00 | Guadalajara | 1–0   | Seongnam Ilhwa Chunma | Gwang-Yang Stadion, Gwangyang Nézőszám: 10,791 |
| 2007. július 17. 20:00 | Santana 83' | (0–0) |                       | Gwang-Yang Stadion, Gwangyang Nézőszám: 10,791 |

#### B csoport
| 2007. július 13. 20:00 | Reading | 0–1   | River Plate   | Big Bird Stadium, Szuvon Nézőszám: 22,753 Játékvezető: Choi Myong Young (Dél-Korea) |
| 2007. július 13. 20:00 |         | (0–1) | Abelairas 28' | Big Bird Stadium, Szuvon Nézőszám: 22,753 Játékvezető: Choi Myong Young (Dél-Korea) |

| 2007. július 13. 20:00 | Simizu S-Pulse | 0–2   | Olympique Lyon          | Busan Asiad Stadium, Puszan Nézőszám: 21,700 Játékvezető: Kim Dong Jin (Dél-Korea) |
| 2007. július 13. 20:00 |                | (0–1) | Benzema 30' Mounier 86' | Busan Asiad Stadium, Puszan Nézőszám: 21,700 Játékvezető: Kim Dong Jin (Dél-Korea) |

| 2007. július 16. 20:00 | Reading | 1–0   | Olympique Lyon | Szöuli világbajnoki Stadion, Szöul Nézőszám: 28,320 Játékvezető: Kim Eui Soo (Dél-Korea) |
| 2007. július 16. 20:00 | Cox 62' | (0–0) |                | Szöuli világbajnoki Stadion, Szöul Nézőszám: 28,320 Játékvezető: Kim Eui Soo (Dél-Korea) |

| 2007. július 16. 20:00 | River Plate     | 1–0   | Simizu S-Pulse | Busan Asiad Stadium, Puszan Nézőszám: 17,215 Játékvezető: K.Kalimootu (Szingapúr) |
| 2007. július 16. 20:00 | M.Abelairas 34' | (1–0) |                | Busan Asiad Stadium, Puszan Nézőszám: 17,215 Játékvezető: K.Kalimootu (Szingapúr) |

| 2007. július 19. 20:00 | Olympique Lyon                        | 3–1   | River Plate | Big Bird Stadium, Szuvon Nézőszám: 17,604 |
| 2007. július 19. 20:00 | Benzema 4' Ben Arfa 24' Källström 93' | (2–1) | Ruben 15'   | Big Bird Stadium, Szuvon Nézőszám: 17,604 |

| 2007. július 19. 20:00 | Simizu S-Pulse | 0–1   | Reading        | Goyang Stadion, Goyang Nézőszám: 14,570 |
| 2007. július 19. 20:00 |                | (0–0) | Gunnarsson 68' | Goyang Stadion, Goyang Nézőszám: 14,570 |

#### Döntő
| 2007. július 21. 17:00 | Bolton Wanderers | 0–1   | Olympique Lyon | Szöuli világbajnoki Stadion, Szöul Nézőszám: 56,218 |
| 2007. július 21. 17:00 |                  | (0–0) | Källström 87'  | Szöuli világbajnoki Stadion, Szöul Nézőszám: 56,218 |

## Bajnokok listája
| Év             | Döntő             | Döntő    | Döntő            |
| Év             | Győztes           | Eredmény | Döntős           |
| -------------- | ----------------- | -------- | ---------------- |
| 2003 Részletek | PSV Eindhoven     | 1–0      | Olympique Lyon   |
| 2005 Részletek | Tottenham Hotspur | 3–1      | Olympique Lyon   |
| 2007 Részletek | Olympique Lyon    | 1–0      | Bolton Wanderers |

## Győztes csapatok
|   | Csapat           | Győzelmek | Döntő | Győzelmek éve | Döntők éve |
| - | ---------------- | --------- | ----- | ------------- | ---------- |
| 1 | Olympique Lyon   | 1         | 2     | 2007          | 2003, 2005 |
| 2 | PSV Eindhoven    | 1         | 0     | 2003          |            |
| 3 | Tottenham        | 1         | 0     | 2005          |            |
| 4 | Bolton Wanderers | 0         | 1     |               | 2007       |